# Muse Box
 (février 2019).
Si vous disposez d'ouvrages ou d'articles de référence ou si vous connaissez des sites web de qualité traitant du thème abordé ici, merci de compléter l'article en donnant les références utiles à sa vérifiabilité et en les liant à la section « Notes et références ».
Albums de Madilyn Bailey
Wise
Singles
1. Titanium
2. Radioactive
3. She Wolf (Falling to Pieces)

Muse Box est le premier album studio de Madilyn Bailey sorti le 2 octobre 2015. Il s'agit d'un album entièrement composé de reprise.

## Liste des pistes
| No  | Titre                        | Auteur                                                                                               | Producteur(s)                 | Durée |
| --- | ---------------------------- | --- | ----------------------------- | ----- |
| 1.  | Titatium                     | David Guetta, Sia Furler, Nick van de Wall, Giorgio Tuinfort                                         | W.G. Snuffy Walden, Jake Coco | 3:31  |
| 2.  | Radioactive                  | Joshua Francis Mosser, Daniel Sermon, Daniel Reynolds, Benjamin McKee, Alexander Junior Grant        | Joseph Barba                  | 2:54  |
| 3.  | Rude                         | Nasris Atweh, Adam Messinger, Mark Pellizzer, Alexander Tanasijczuk, Ben Spivak                      | Runaground                    | 2:36  |
| 4.  | Don't You Worry Child        | Michel Zitron, Martin Lindstrom, R Hedfors Axek Christofe, Sebastian Carmine Ingrosso, Angello Steve | Joseph Barba                  | 3:31  |
| 5.  | Chandelier                   | Sia, Jesse Samuel Shatkin                                                                            | Runaground                    | 3:24  |
| 6.  | Use Somebody                 | Followill Caleb, Followill Ivan N, Jared Followill, Matthew Followill                                | Joseph Barba                  | 3:46  |
| 7.  | Mad World                    | Orzabal Roland                                                                                       | Joseph Barba                  | 3:35  |
| 8.  | Dreams                       | Nicks Stephanie                                                                                      | Joseph Barba                  | 4:06  |
| 9.  | Believe                      | Barry Paul Michael, Higgins Brian Thomas, Torch Steve                                                | Joseph Barba                  | 3:57  |
| 10. | Hotel California             | Felder Don, Henley Donalds Hugh, Frey Glenn Lewis                                                    | Joseph Barba                  | 3:58  |
| 11. | Bad Blood                    | Taylor Swift, Johan Schuster, Sandberg Martin Karl                                                   | Joseph Barba                  | 3:05  |
| 12. | She Wolf (Falling to Pieces) | David Guetta, Sia, Christopher Kenneth Braide, Giorgio Tuinfort                                      | Joseph Barba                  | 3:13  |